# Mucu
Mucu (ryska: Мучу) är en ort i Azerbajdzjan.   Den ligger i distriktet Quba Rayonu, i den östra delen av landet, 110 km nordväst om huvudstaden Baku. Mucu ligger 1 146 meter över havet och antalet invånare är 437.
Terrängen runt Mucu är huvudsakligen kuperad, men västerut är den bergig. Runt Mucu är det ganska glesbefolkat, med 31 invånare per kvadratkilometer.. Närmaste större samhälle är Konakh-Kent, 19,1 km nordväst om Mucu. 
Trakten runt Mucu består i huvudsak av gräsmarker.